# Holzhausen am Starnberger See
Holzhausen am Starnberger See (auch Holzhausen) ist ein Gemeindeteil von Münsing und eine Gemarkung im Landkreis Bad Tölz-Wolfratshausen. Bis 1978 bestand eine Gemeinde Holzhausen am Starnberger See.

## Geographie
Das Kirchdorf Holzhausen liegt etwa 1,2 km östlich des Sees an der Staatsstraße 2065.

## Geschichte
Am 1. Mai 1978 wurde die Gemeinde Holzhausen am Starnberger See im Zuge der Gebietsreform vollständig in die Gemeinde Münsing eingegliedert. Das etwa 2307 Hektar große Gebiet der früheren Gemeinde bestand aus den Kirchdörfern Holzhausen, Ambach und Sankt Heinrich, dem Dorf Seeheim, den Weilern Attenkam, Pischetsried, Reichenkam, Schechen und Weidenkam und dem Schloss Oberambach. Es erstreckte sich von Reichenkam im Norden nach Schechen, im Süden über 9 km. Vom Seeufer im Westen bis Attenkam im Osten sind es über 2,5 km.

## Kultur und Sehenswürdigkeiten

### Bauwerke
In Holzhausen stehen mehrere Gebäude als Baudenkmal unter Denkmalschutz, darunter die katholische Pfarrkirche St. Johann Baptist, die weithin sichtbar auf einem kleinen Hügel über dem Ort steht.
→ Liste der Baudenkmäler in Münsing, Abschnitt Holzhausen

### Vereine und Organisationen
- Musikkapelle Holzhausen[5]
- Burschenverein Holzhausen[6]
- Schützenverein Holzhausen
- Veteranenverein Holzhausen
- Gartenbau- und Verschönerungsverein Holzhausen
- Tromposaund – Von Blasmusik bis Brass-Musik[7]
- Muichwaglgenossenschaft

### Regelmäßige Veranstaltungen
- Neujahranspielen (am 31. Dezember jeden Jahres)
- Dorfabend des Gartenbauverein Holzhausen
- Maibaumaufstellen alle vier Jahre vom Burschenverein Holzhausen (2016, 2020, 2024…)
- KANISTERPARTY des Burschenvereins
- Herbstkonzerte der Musikkapelle Holzhausen

## Persönlichkeiten
- Sigmund von Riezler (* 1843 in München; † 1927 in München oder Ambach), Geschichtsschreiber Baierns, Ehrenbürger von Holzhausen
- Martin E. Süskind (* 1944 in Ambach; † 2009 in Berlin), Journalist und Autor
- Annamirl Bierbichler (* 1946 in Ambach; † 2005 in Penzberg), Schauspielerin
- Josef Bierbichler (* 1948 in Ambach), Schauspieler
- Patrick Süskind (* 1949 in Ambach), Autor
- Andi Haberl (* 1982), Jazzmusiker